# 五味子科
五味子科（学名：Schisandraceae）是被子植物木兰藤目的一科。

## 分类

### 沿革
以前把它分到木兰科，但从克朗奎斯特分类法把其单独列为一科，属于八角茴香目。2003年的APG II 分类法，将其放入木兰藤目，属于比较原始的被子植物，和八角茴香科可以选择性地放到一起。2009年的APG III 分类法中八角茴香科并入五味子科。

### 内部分类
五味子科有三属：八角属、五味子属和南五味子属，一共85种，分布在东亚、东南亚和美洲的加勒比海地区，一般为藤本、灌木和少数乔木物种，部分物种可以提炼芳香油。